# ヴィズミック
ヴィズミック株式会社（英文社名；Vithmic Co., Ltd）は、東京都渋谷区に本社を置いていた日本の芸能プロダクションである。大阪支社は大阪市北区に構えていた。2019年に事業を終了。2019年10月にTRUSTARに事業を移管した。

## 事業終了時の所属タレント
| - 舟山久美子 - 椎名ひかり - 深谷理紗 - 武田玲奈 - 松本愛 - 宮河マヤ - 前田希美 JJ専属ブロガーモデル 「JJ」 - 筆岡裕子 - 大口智恵美 - 三井智雅 - 田中美彩 - 平木愛美 - 瀬名杏奈 Ray プリンセスブロガー 「Ray」 - 佐藤美波 - 小林真由 - 倉橋陽奈 - 藤田安梨那 Sクロ5 「Scawaii!」 - 横山藍花 - 高井香子 - 成瀬モアナ ブロガーDML 「BLENDA」 - 岡清華 - 黒瀬シオリ nuts専属ブロガーモデル 「nuts」 - 若狭千乃 - 小林亜美莉 - 藤川ありす ランウェイチャンネル×JELLYブロガーモデル 「JELLY」 - 田辺音羽 - 増田詳子 - 竹内眞佑子 ランウェイチャンネル×Ranzukiブロガー 「Ranzuki」 - ちんぱん - じゃねん - セーラ - 吉野つくし - 今村寿々奈 | - 黒羽麻璃央 - 三原大樹 - 阿部快征 - 加藤将 - 熊谷江里子 - 西原亜美 - 染野有来 - 一ノ瀬竜 - 椎名ぴかりん - 今野杏南 - 長澤茉里奈 - 児玉菜々子 - 佐々木麻衣 - 山口沙紀 - 中村葵 - 清水あいり - 池田愛恵里 - 夏目花実 - 園都 - 秋葉のぞみ - 竹村美緒 - 山崎佑奈 - 神崎紗衣 - 藤村椿 - 桜泉 - 佐藤夢 - 上原ありさ - 豊田さやか - 川本サリー - 高見こころ（業務委託） |

## 過去の所属タレント
- 山崎真実
- 川鍋朱里

## 関連会社
- ヴィズミックモデルエージェンシー
- ファンタスター